# François Damiens
François Damiens, född 17 januari 1973 i Uccle, Bryssel, är en belgisk komiker och skådespelare.

## Roller i urval
- 2006 – Agent 117: Uppdrag i Kairo
- 2007 – Taxi 4
- 2008 – JCVD
- 2013 – Suzanne
- 2014 – La Famille Bélier
- 2016 – Dansaren
- 2018 – Mon Ket (även manus och regi)
- 2020 – Min kusin